# Aldeias (Armamar)
Aldeias es una freguesia portuguesa del concelho de Armamar, con 5,34 km² de superficie y 376 habitantes (2001). Su densidad de población es de 70,4 hab/km².